# 태완선
태완선(太完善, 1915년 1월 20일~1988년 5월 1일)은 대한민국의 기업인, 정치인이다. 본관은 영순이며 호는 해암이다.

## 생애
경상남도 하동에서 출생하고 강원도 영월에서 성장하였다. 제2, 5, 10대 국회의원과 제8대 부흥부장관, 대한중석 회장, 대한상공회의소 회장 등을 지냈다.

## 약력
- 대한석탄공사 이사장
- 대한중석 회장
- 대한상공회의소 회장
- 부흥부장관
- 상공부장관
- 건설부장관
- 부총리 겸 경제기획원 장관
- 신민당 당무위원
- 민주공화당 당무위원
- 유신정우회 회장
- 민주정의당 당무위원
- 한국국민당 최고위원
- 신민주공화당 상임고문

## 역대 선거 결과
|  | 24.97% |

|  | 33.14% |

|  | 26.72% |

|  | 38.84% |

|  | 52.28% |

|  | 30.43% |

|  | 31.59% |

|  | 0% |